# جردن فارمار
جردن فارمار (انگلیسی: Jordan Farmar؛ زادهٔ ۳۰ نوامبر ۱۹۸۶) بازیکن بسکتبال اهل ایالات متحده آمریکا است.
از باشگاه‌هایی که در آن بازی کرده‌است می‌توان به ممفیس گریزلیز، بسکتبال مردان یوسی‌ال‌ای برونز، ساکرامنتو کینگز، لس آنجلس کلیپرز، باشگاه ورزشی افس پیلسن، بروکلین نتس، و لس آنجلس لیکرز اشاره کرد.